# Gedenkstein Köckte

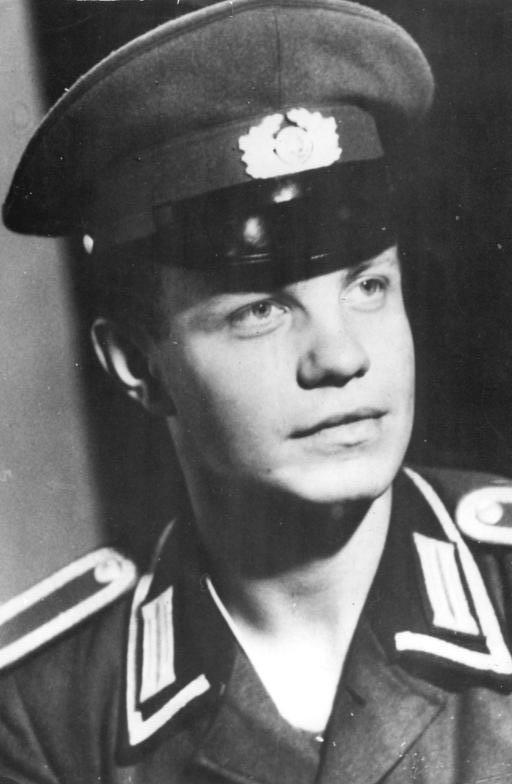
Egon Schultz, 1964

Der Gedenkstein Köckte ist ein denkmalgeschützter Stein im Ortsteil Köckte der Stadt Gardelegen in Sachsen-Anhalt. Im örtlichen Denkmalverzeichnis ist er unter der Erfassungsnummer 094 90250 als Kleindenkmal verzeichnet.

## Allgemeines
Der Gedenkstein befindet sich auf dem Friedhof der Dorfkirche Köckte. Er ist zum Gedenken an den Unteroffizier Egon Schultz errichtet worden. Er kam bei einem Schusswechsel mit Fluchthelfern in Berlin am 5. Oktober 1964 ums Leben. Er wurde versehentlich von einem seiner Kameraden erschossen, die DDR-Führung stellte es aber so dar, dass er von einem Fluchthelfer erschossen wurde.
Sein Grab befindet sich auf dem Neuen Friedhof in Rostock.